# David Pinski

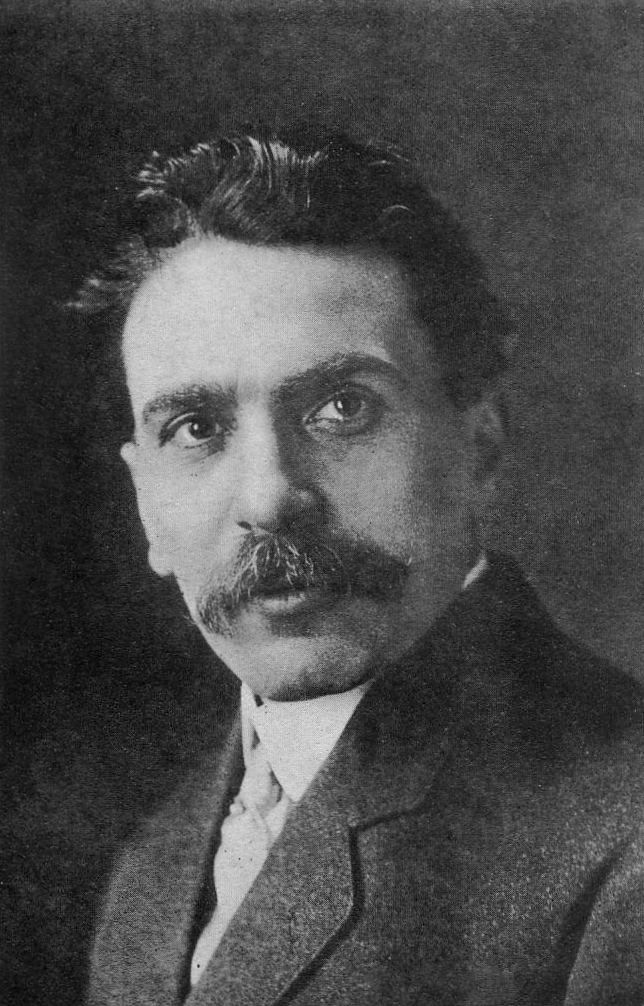
David Pinski (um 1900)

David Pinski (selten auch: David Pinsky; Pseudonym als Sachbuchautor zeitweise: D. Puls; * 5. April 1872 in Mogilew; † 11. August 1959 in Haifa) war ein jiddischer Erzähler, Dramatiker und Journalist, der sich besonders sozialer Themen annahm und den Typus des jüdischen Arbeiters in einen literarischen Rang erhob. In den ersten Jahrzehnten nach 1900 gehörte er in Russland und Amerika zu den meistgespielten modernen Autoren.

## Leben
David Pinski lebte in Moskau, Warschau, Berlin und der Schweiz. Seit 1894 begann er eine intensive Tätigkeit innerhalb der jiddischen Literatur und war u. a. Hauptmitarbeiter der Jom Tow Bletlech von Jizchok Leib Perez.
Im Dezember 1899 übersiedelte er nach Berufung zum verantwortlichen belletristischen Mitarbeiter der Arbeiterzeitung  in die USA, lebte und arbeitete in New York City.
Er war Journalist (u. a. Ovend Blatt, Die Arbeiterzeitung, Der Tog in New York), Dramatiker und Erzähler, aktiv in der jüdischen Arbeiterbewegung (1913 in New York Mitgründer der Farband Labor Zionist Order) und lebte seit 1949 in Israel, wo er weiter jiddische Stücke schrieb, die aber kaum noch ein jiddischsprechendes Publikum fanden.

## Trivia
Artur Landsberger nahm zwei Beiträge von David Pinski in die deutsche Anthologie Das Ghettobuch. Die schönsten Geschichten aus dem Ghetto (1914) auf und ließ in seinem Roman Berlin ohne Juden (1925) eine Hauptfigur den Decknamen David Pinski annehmen.

## Werke und Schaffen (Auswahl)

### Dramen, Erzählungen, Literarhistorisches
- Eisik Scheftel[3], 1899
- Die Mutter, 1901
- Die Familie Zwi. Tragödie von dem letzten und einzigen Juden, 1903 (Drama)
- Der Oizer [„Der Schatz“], 1906 (Tragikomödie in vier Akten)[4]
- Yankel der Schmid[5], 1906
- Der eibiger Jid oder Der Fremder, 1906 (einaktiges Drama)[6]
- Gabri und die Frauen, 1908
- Dos jiddische drama. Ein iberblik iber ir entwiklung, New York 1909 (literaturgeschichtliches Werk)
- Der schtummer Meschiach[7], 1911
- Jeder mit san Gott, 1912
- Duvd Hamelech un sane Waber, 1912
- Die Bergsteiger, 1912
- Mit Siegerfahnen, 1916
- Berg Steiner, 1918
- Glücksvergessen, 1918
- Die krimme Wegen fun Liebe, 1918
- Arnold Levenberg[8], 1919
- Der letzter Sach hakl, 1923
- The House of Noah Edon, 1929 (Erzählung; das jiddische Original erschien erst 1939)[9]

### Salomos Frauen
Eine eigene Erwähnung verdient Pinskis fiktionales literarisches Grossprojekt zu den Frauen Salomos. Er hatte geplant, alle „tausend Frauen Salomos“ zu porträtieren. An diesem Zyklus arbeitete er von 1921 bis 1936. In diesem Zeitraum vollendete er 105 Erzählungen zu diesem Thema.

### Herausgeberschaften (Auswahl)
- Der Arbeiter, 1904–1911 (sozialistische Wochenschrift, gemeinsam mit dem Publizisten Jos. Schlossberg)
- Die jiddische Wochenschrift, 1912 (kurzlebige literarisch-sozialistische Zeitschrift, ebenfalls gemeinsam mit Schlossberg)

### Weitere Tätigkeiten als Redakteur (Auswahl)
- Der jüdische Kämpfer, seit 1916 (literarisch hochstehendes poalezionistisches Organ)
- Die Zeit, September 1920 bis April 1922 (Tageszeitung, als Chefredakteur)

### Werkausgaben
- Gesamtausgabe der Dramen, New York 1918–1920 (5 Bände)
- Oysgeklibene Shriftn, Buenos Aires 1969